# Freccia Vallone 1979
La Freccia Vallone 1979, quarantatreesima edizione della corsa, si svolse il 10 aprile 1979 per un percorso di 240 km. La vittoria fu appannaggio del francese Bernard Hinault, che completò il percorso in 6h14'00" precedendo l'italiano Giuseppe Saronni e lo svedese Bernt Johansson.
Al traguardo di Marcinelle furono 61 i ciclisti, dei 188 partiti da Esneux, che portarono a termine la competizione.

## Ordine d'arrivo (Top 10)
| Pos. | Corridore        | Squadra                    | Tempo    |
| ---- | ---------------- | -------------------------- | -------- |
| 1    | Bernard Hinault  | Renault-Gitane             | 6h14'00" |
| 2    | Giuseppe Saronni | Scic-Bottecchia            | s.t.     |
| 3    | Bernt Johansson  | Magniflex-Famcucine        | s.t.     |
| 4    | Marc Demeyer     | Flandria-Ça va seul-Sunair | a 17"    |
| 5    | Alfons De Wolf   | Lano-Boule d'Or            | s.t.     |
| 6    | Marc Renier      | KAS-Campagnolo             | s.t.     |
| 7    | Joop Zoetemelk   | Miko-Mercier-Vivagel       | s.t.     |
| 8    | René Bittinger   | Flandria-Ça va seul-Sunair | s.t.     |
| 9    | Hennie Kuiper    | Peugeot-Esso-Michelin      | s.t.     |
| 10   | Willy Teirlinck  | KAS-Campagnolo             | s.t.     |